# The World Stands Up
The World Stands Up er at comedy show med stand-up komikere fra hele verden.

## Deltagere
- Mette Lisby